# Paphiopedilum lowii
Paphiopedilum lowii är en orkidéart som först beskrevs av John Lindley, och fick sitt nu gällande namn av Stein. Paphiopedilum lowii ingår i släktet Paphiopedilum och familjen orkidéer.

## Underarter
Arten delas in i följande underarter:
- P. l. lowii
- P. l. lynniae
- P. l. richardianum

## Bildgalleri

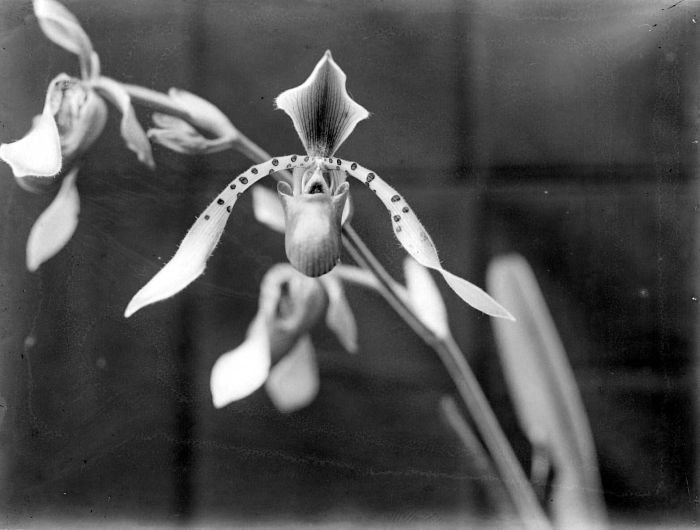
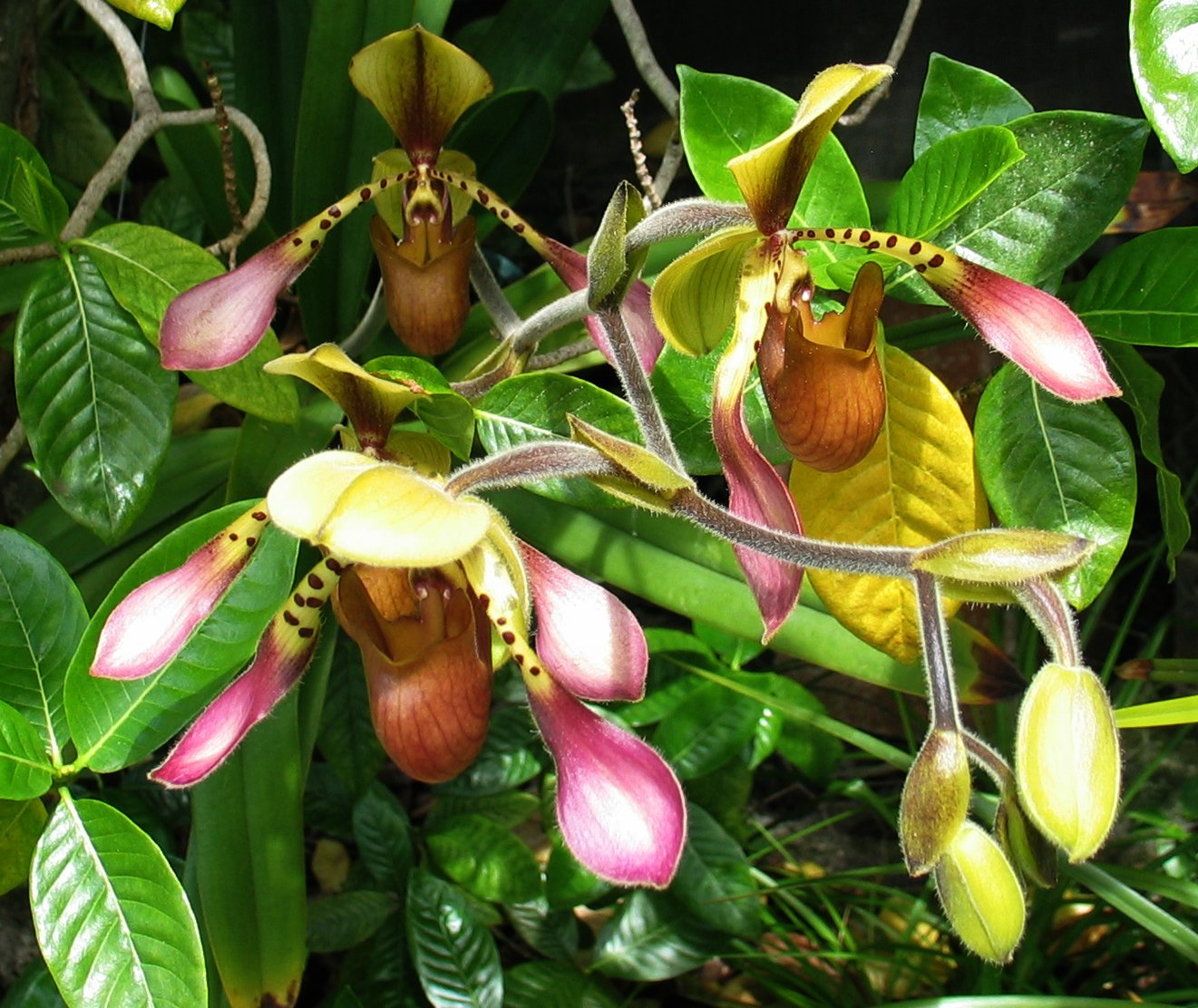
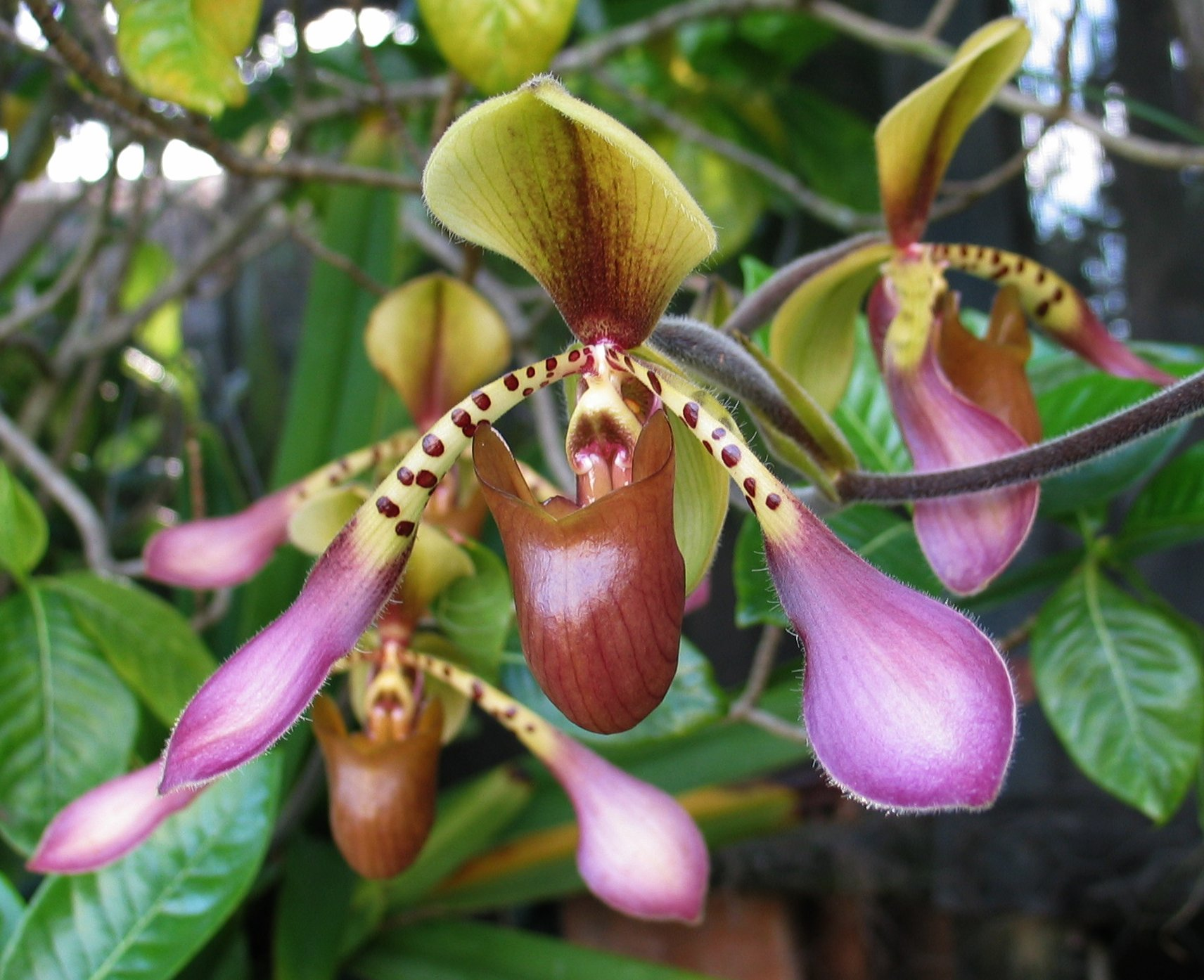
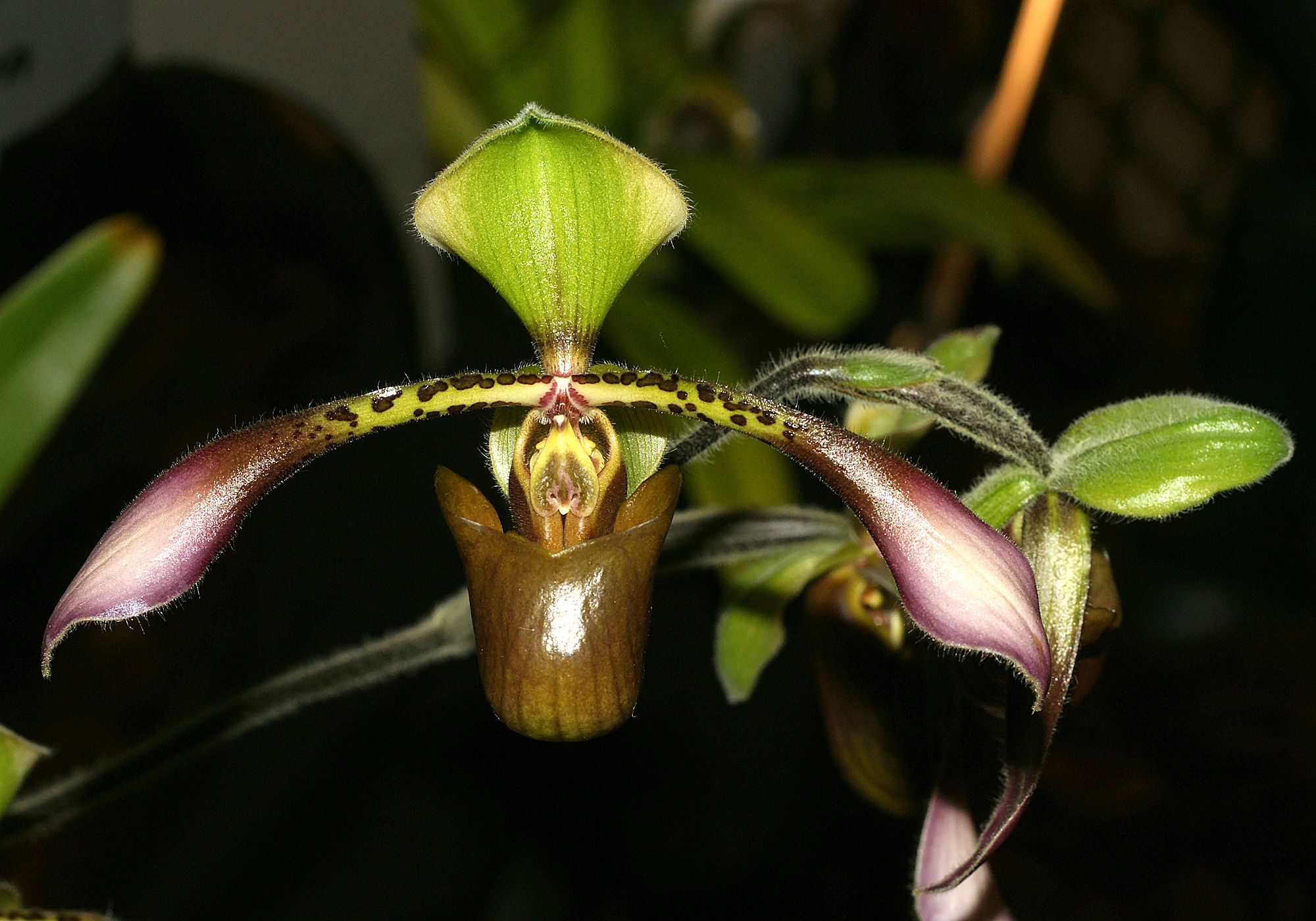
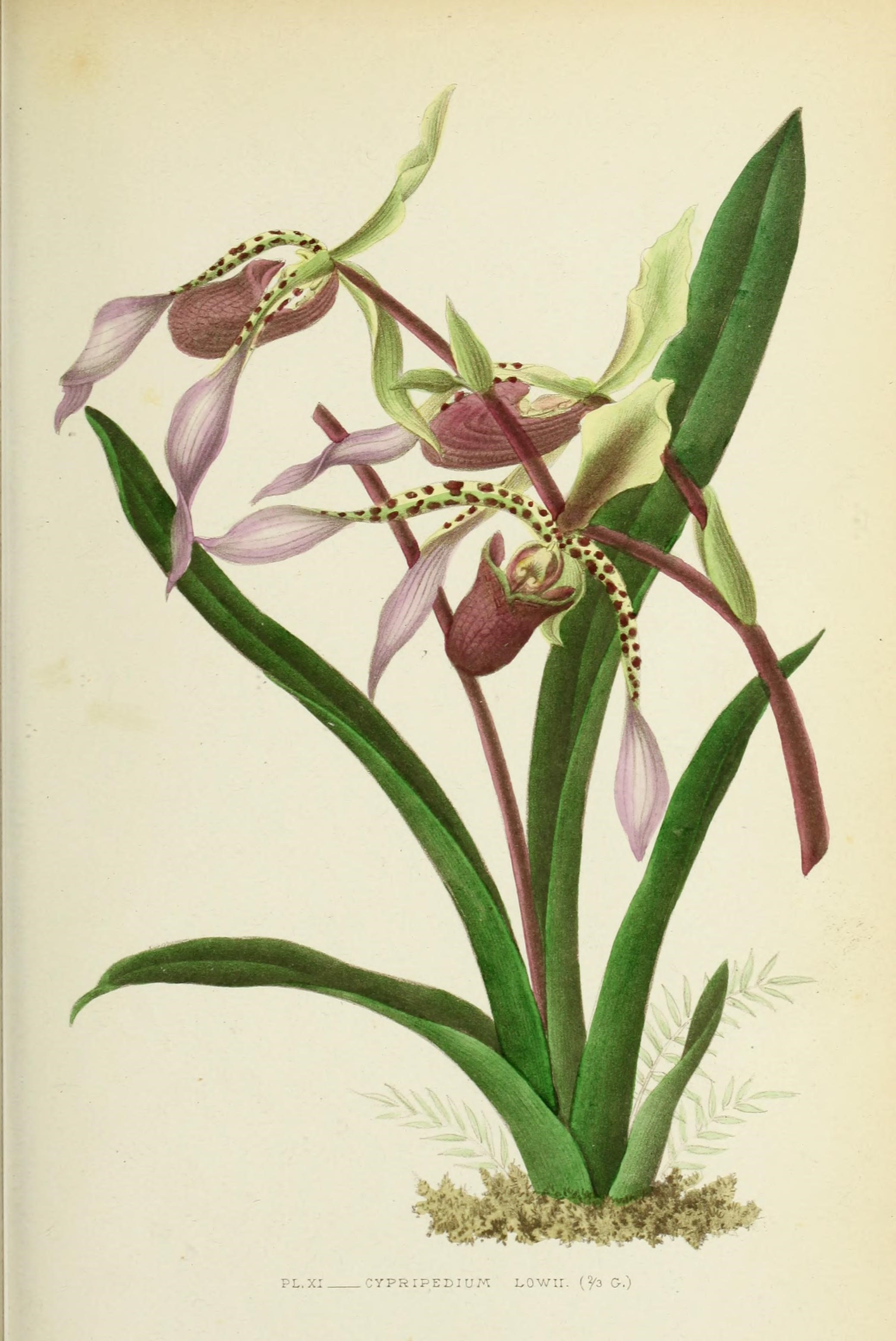
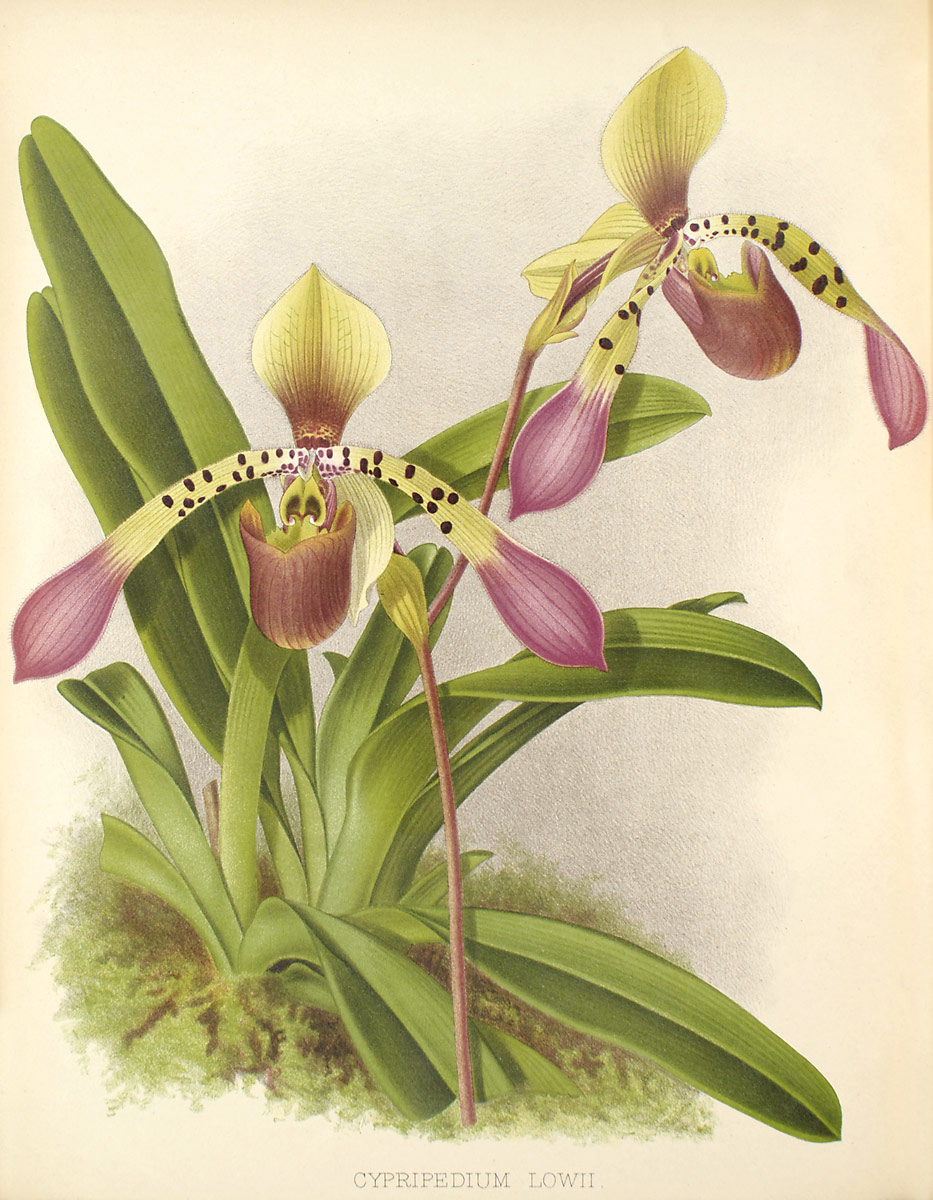